# تنام راكض
تنام راكض (الاسم العلمي:Eudromia) هو جنس من الطيور يتبع فصيلة التنامية من رتبة التناميات.

## أجناس
- تنام أنيق (الاسم العلمي:Eudromia elegans)
- تنام فرموزا (الاسم العلمي:Eudromia formosa)